# (1728) Goethe Link
(1728) Goethe Link ist ein Asteroid des Asteroidengürtels, der am 12. Oktober 1964 am Goethe-Link-Observatorium entdeckt wurde.